# Metalimnobia
Metalimnobia (лат.) — род двукрылых семейства болотниц из подсемейства Limoniinae.

## Описание
Комары среднего и крупного размера, длина крыла более 10 мм. Усики 12-13-члениковые. Щупики с пятичлениковые. Крылья с отчётливым рисунком из тёмно-коричневых пятен и дымчатых мазков. Радиальные жилки R1+2 и R2 короткие и поперечные, заканчивающиеся почти на одном уровне. Гонококсит самца с крупными вентромезальными лопастями, внутренний гоностиль часто разделен на три лопасти. Яйцеклад с коротким и маленьким церками и большой гиповальвой. Длина тела личинок от 15 до 30 мм.

## Экология
Личинки развиваются в шляпочных и трутовых грибах, пораженной грибами древесине, а также вытекающем из стволов и пней деревьев соке. В течение года развивается одно поколение.

## Классификация
Включает 48 видов/подвидов в трёх подродах: Metalimnobia (34 вида/подвида), Tricholimonia (11 видов) и Lasiolimonia (3 вида), в том числе:
- Подрод Lasiolimonia Alexander, 1936
  - Metalimnobia marlieri (Alexander, 1976)
  - Metalimnobia oligotricha (Alexander, 1955)
  - Metalimnobia tigripes (Alexander, 1948)
- Подрод Metalimnobia Matsumura, 1911
  - Metalimnobia annulifemur (de Meijere, 1913)
  - Metalimnobia biannulata (Brunetti, 1912)
  - Metalimnobia bicolor Jiang & Zhang, 2020
  - Metalimnobia bifasciata (Schrank, 1781)
  - Metalimnobia brahma (Alexander, 1965)
  - Metalimnobia californica (Osten Sacken, 1861)
  - Metalimnobia caudifusca Jiang & Zhang, 2020
  - Metalimnobia charlesi Salmela & Starý, 2009
  - Metalimnobia cinctipes (Say, 1823)
  - Metalimnobia dietziana (Alexander, 1927)
  - Metalimnobia dualis (Savchenko, 1986
  - Metalimnobia eusebeia (Alexander, 1966)
  - Metalimnobia fallax (Johnson, 1909)
  - Metalimnobia hedone (Alexander, 1959)
  - Metalimnobia hudsonica (Osten Sacken, 1861)
  - Metalimnobia immatura (Osten Sacken, 1860)
  - Metalimnobia improvisa (Alexander, 1933)
  - Metalimnobia jactator (Alexander, 1959)
  - Metalimnobia lanceolata (Savchenko, 1983
  - Metalimnobia megastigma (Alexander, 1922)
  - Metalimnobia mendax (Alexander, 1924)
  - Metalimnobia novaeangliae (Alexander, 1929)
  - Metalimnobia quadrimaculata (Linnaeus, 1761)
  - Metalimnobia quadrinotata (Meigen, 1818)
  - Metalimnobia solitaria (Osten Sacken, 1860)
  - Metalimnobia tenua Savchenko & Krivolutskaya, 1976
  - Metalimnobia triocellata (Osten Sacken, 1860)
  - Metalimnobia triphaea (Alexander, 1954)
  - Metalimnobia xanthopteroides (Riedel, 1917)
  - Metalimnobia yunnanica (Edwards, 1928)
  - Metalimnobia zetterstedti (Tjeder, 1968)
- Подрод Tricholimonia Alexander, 1965
  - Metalimnobia compta (Alexander, 1920)
  - Metalimnobia congoensis (Alexander, 1920)
  - Metalimnobia edwardsi (Alexander, 1920)
  - Metalimnobia grahami (Alexander, 1920)
  - Metalimnobia humfreyi (Alexander, 1920)
  - Metalimnobia imitatrix (Alexander, 1923)
  - Metalimnobia renaudi (Alexander, 1955)
  - Metalimnobia schoutedeni (Alexander, 1923)
  - Metalimnobia sparsisetosa (Alexander, 1972)
  - Metalimnobia zernyana (Alexander, 1956)

## Распространение
Встречаются в Голарктике и на севере Ориентальной области.